# 新塞利夫卡 (杜布諾區)
50°31′51″N 25°47′9″E / 50.53083°N 25.78583°E
新塞利夫卡（烏克蘭語：Новоселівка）是位於烏克蘭西北部的村莊，由里夫內州杜布諾區的姆利尼夫市鎮負責管轄。該村始建於1856年，面積1.38平方公里，海拔高度213米，2001年人口547，人口密度每平方公里397人。